# Native Dancer
Native Dancer (1950-1967) est un cheval de course pur-sang anglais né aux États-Unis, surnommé "The Gray Ghost" pour sa robe grise. Grand champion sur les pistes et premier cheval à devoir sa célébrité à la télévision, il est devenu l'un des étalons les plus influents du siècle.

## Carrière de courses
Né à Lexington, dans le Kentucky, Native Dancer fut élevé au haras de son propriétaire, Alfred G.Vanderbilt, dans le Maryland. Sous les ordres de son entraîneur Bill Winfrey, il s'imposa d'emblée comme un phénomène, drainant les foules sur les hippodromes, avides d'admirer son style dévastateur et ses étourdissantes remontées : il avait l'habitude de musarder en queue de peloton avant de balayer ses adversaires dans l'ultime ligne droite. Invaincu à 2 ans, âge auquel il remporta neuf courses dont les Hopeful Stakes, il fut élu bien sûr meilleur 2 ans de l'année, mais surtout cheval de l'année,, distinction rarissime pour un poulain de son âge (seulement 7 cas en 121 ans). 
En 1953, après deux victoires dont l'une dans les Wood Memorial Stakes, il est naturellement le grand favori du Kentucky Derby. L'intérêt médiatique que suscita l'invincible poulain était une première dans l'histoire du sport par le rôle joué par la télévision naissante, qui retransmettait pour la première fois en direct l'événement. Mais Native Dancer manqua son rendez-vous avec la plus grande course américaine. Bousculé à plusieurs reprises durant le parcours, il ne put défendre ses chances mais termina tout de même deuxième, tout près du bienheureux Dark Star. Ce sera la seule défaite de sa carrière. Il se rattrapa dans les deux autres épreuves de la triple couronne, les Preakness Stakes et les Belmont Stakes, qu'il remporta sans souci. La suite fut une succession de succès, dans les Travers Stakes, l'American Derby ou l'Arlington Classic. Devancé par un autre crack, le 4 ans Tom Fool, pour le titre de cheval de l'année, il obtint naturellement celui de meilleur 3 ans. 
Native Dancer se produisit à trois reprises en 1954, pour autant de victoires, notamment dans le Metropolitan Handicap. Son entourage envisagea alors de tenter une expédition compliquée en France, pour disputer le Prix de l'Arc de Triomphe. Mais une blessure récurrente au pied aura raison de cet ambitieux projet, et le cheval dut se retirer en cours de saison avec un bilan presque parfait (22 courses, 21 victoires), un nouveau titre de cheval de l'année et une couverture de Time Magazine en guise d'hommage national. Admis au Hall of Fame des courses américaines en 1963, Native Dancer occupe la 7e place du classement des 100 chevaux américains du siècle établi par le magazine The Blood-Horse.

### Résumé de carrière
| Date         | Hippodrome      | Pays        | Course                   | Distance    | Jockey      | Place       | Écart       | Vainqueur ou deuxième |
| 1952, 2 ans  | 1952, 2 ans     | 1952, 2 ans | 1952, 2 ans              | 1952, 2 ans | 1952, 2 ans | 1952, 2 ans | 1952, 2 ans | 1952, 2 ans           |
| ------------ | --------------- | ----------- | ------------------------ | ----------- | ----------- | ----------- | ----------- | --------------------- |
| 19 avril     | Jamaica         | États-Unis  | Allowance                | 1 000 m     | E. Guerin   | 1er / 9     | 4 ½         | Putney                |
| 23 avril     | Jamaica         | États-Unis  | Youthful Stakes          | 1 000 m     | E. Guerin   | 1er / 12    | 6           | Tribe                 |
| 4 août       | Saratoga        | États-Unis  | Flash Stakes             | 1 100 m     | E. Guerin   | 1er / 7     | 2           | Tiger Skin            |
| 16 août      | Saratoga        | États-Unis  | Saratoga Special Stakes  | 1 200 m     | E. Guerin   | 1er / 8     | 3 ½         | Doc Walker            |
| 23 août      | Saratoga        | États-Unis  | Grand Union Hotel Stakes | 1 200 m     | E. Guerin   | 1er / 5     | 3 ½         | Tahitian King         |
| 30 août      | Saratoga        | États-Unis  | Hopeful Stakes           | 1 300 m     | E. Guerin   | 1er / 7     | 2           | Tiger Skin            |
| 22 septembre | Belmont Park    | États-Unis  | Special Weight Race      | 1 200 m     | E. Guerin   | 1er / 8     | 1 ¼         | Tahitian King         |
| 27 septembre | Belmont Park    | États-Unis  | Futurity Stakes          | 1 300 m     | E. Guerin   | 1er / 10    | 2 ½         | Tahitian King         |
| 22 octobre   | Jamaica         | États-Unis  | East View Stakes         | 1 700 m     | E. Guerin   | 1er / 6     | 1 ½         | Laffango              |
| 1953, 3 ans  |                 |             |                          |             |             |             |             |                       |
| 18 avril     | Jamaica         | États-Unis  | Gotham Stakes            | 1 300 m     | E. Guerin   | 1er / 9     | 2           | Magic Lamp            |
| 25 avril     | Jamaica         | États-Unis  | Wood Memorial Stakes     | 1 800 m     | E. Guerin   | 1er / 7     | 4 ½         | Tahitian King         |
| 2 mai        | Churchill Downs | États-Unis  | Kentucky Derby           | 2 000 m     | E. Guerin   | 2e / 11     | tête        | Dark Star             |
| 16 mai       | Belmont Park    | États-Unis  | Wizard Stakes            | 1 600 m     | E. Guerin   | 1er / 3     | 4           | Invigorator           |
| 23 mai       | Pimlico         | États-Unis  | Preakness Stakes         | 1 900 m     | E. Guerin   | 1er / 7     | enc.        | Jamie K.              |
| 13 juin      | Belmont Park    | États-Unis  | Belmont Stakes           | 2 400 m     | E. Guerin   | 1er / 6     | enc.        | Jamie K.              |
| 4 juillet    | Aqueduct        | États-Unis  | Dwyer Stakes             | 2 000 m     | E. Guerin   | 1er / 4     | 2           | Guardian              |
| 6 août       | Arlington Park  | États-Unis  | Arlington Classic        | 1 600 m     | E. Guerin   | 1er / 8     | 9           | Sir Mango             |
| 15 août      | Saratoga        | États-Unis  | Travers Stakes           | 2 000 m     | E. Guerin   | 1er / 5     | 8           | Dictar                |
| 22 août      | Washington Park | États-Unis  | American Derby           | 1 800 m     | E. Arcaro   | 1er / 8     | 2           | Landlocked            |
| 1954, 4 ans  |                 |             |                          |             |             |             |             |                       |
| 7 mai        | Belmont Park    | États-Unis  | Allowance                | 1 200 m     | E. Guerin   | 1er / 7     | 1 ½         | Laffango              |
| 15 mai       | Belmont Park    | États-Unis  | Metropolitan Handicap    | 1 600 m     | E. Guerin   | 1er / 9     | enc.        | Straight Face         |
| 6 mai        | Saratoga        | États-Unis  | Oneonta Handicap         | 1 400 m     | E. Guerin   | 1er / 3     | 9           | First Glance          |

## Au haras
Native Dancer n'avait pas fini de faire parler de lui. Retiré au haras chez son propriétaire, il devint un étalon fabuleux, auteur de nombreux champions. Mais son influence s'exerce surtout via sa fille, Natalma qui n'est autre que la mère de "l'étalon du siècle" et accessoirement champion Northern Dancer, et via le grand étalon Raise a Native, auteur de l'incontournable Mr. Prospector, de Exclusive Native (père de Affirmed et Genuine Risk, l'une des trois pouliches qui remporta le Kentucky Derby), de Alydar, le grand rival d'Affirmed, ou encore de Majestic Prince.
Parmi les meilleurs produits de Native Dancer, on peut citer aussi la grande Hula Dancer (1000 Guinées, Prix de la Salamandre, Jacques Le Marois, Prix du Moulin de Longchamp, Grand Critérium, Champion Stakes), Kauai King (Kentucky Derby, Preakness Stakes), ou Native Street (Kentucky Oaks). Il est également le père de Dan Cupid (2e du Prix du Jockey-Club), géniteur du "cheval du siècle" Sea Bird, et le père de mère de la grande championne Ruffian.
Native Dancer mourut à 17 ans des suites d'une crise de coliques.

### Polémique sur la consanguinité
Avec des descendants directs tels que Northern Dancer ou Mr.Prospector, Native Dancer est omniprésent dans les pedigrees des meilleurs chevaux de courses de la planète. En 1975, la mort de l'exceptionnelle championne Ruffian avait lancé la polémique, une étude sur la fragilité des membres des chevaux de courses mettant en cause le rôle de la consanguinité. En mai 2008, après que la pouliche Eight Belles, qui venait de créer la sensation en s'octroyant le premier accessit du Kentucky Derby derrière Big Brown, se fut effondrée juste après la ligne d'arrivée, victime d'une grave blessure à la jambe, la polémique reprit. L'accident, qui entraîna la mort de Eight Belles, était dû, selon les vétérinaires, à une fragilité des membres sans rapport avec la puissance développée par la pouliche. A l'aune de cette défaillance, mise en relation avec d'autres accidents survenus à des chevaux de haut niveau (le Derby-winner Barbaro, mort des suites d'une blessure dans les Preakness Stakes 2006), certains stigmatisèrent l'influence de Native Dancer, réputé pour ses jambes fragiles, et dont le nom revenait quatre fois dans le pedigree de la pouliche. Plus généralement, étaient pointées du doigt les pratiques de l'élevage qui privilégient quasi exclusivement certains courants de sang, celui de Native Dancer en particulier, au détriment des autres.

## Origines
Polynesian, le père de Native Dancer, brilla lui aussi dans la triple couronne, mais dans la seule épreuve à laquelle il prit part, les Preakness Stakes, où il devança le Derby-winner Hoop Jr.. Cheval de vitesse, il se cantonna aux distances courtes et conquit un titre de sprinter de l'année en 1947. Au haras, il donna également Barbizon, 2 ans de l'année en 1956 et Imbros, qui détint un record du monde sur 1400 mètres.

### Pedigree
| Origines de Native Dancer (USA), mâle gris né en 1950 | Origines de Native Dancer (USA), mâle gris né en 1950 | Origines de Native Dancer (USA), mâle gris né en 1950 | Origines de Native Dancer (USA), mâle gris né en 1950 |
| ----------------------------------------------------- | ----------------------------------------------------- | ----------------------------------------------------- | ----------------------------------------------------- |
| Père Polynesian                                       | Unbreakable                                           | Sickle                                                | Phalaris                                              |
| Père Polynesian                                       | Unbreakable                                           | Sickle                                                | Selene                                                |
| Père Polynesian                                       | Unbreakable                                           | Blue Grass                                            | Prince Palatine                                       |
| Père Polynesian                                       | Unbreakable                                           | Blue Grass                                            | Hour Glass                                            |
| Père Polynesian                                       | Black Polly                                           | Polymelian                                            | Polymelus                                             |
| Père Polynesian                                       | Black Polly                                           | Polymelian                                            | Pasquita                                              |
| Père Polynesian                                       | Black Polly                                           | Black Queen                                           | Pompey                                                |
| Père Polynesian                                       | Black Polly                                           | Black Queen                                           | Black Maria                                           |
| Mère Geisha                                           | Discovery                                             | Display                                               | Fair Play                                             |
| Mère Geisha                                           | Discovery                                             | Display                                               | Cicuta                                                |
| Mère Geisha                                           | Discovery                                             | Ariadne                                               | Light Brigade                                         |
| Mère Geisha                                           | Discovery                                             | Ariadne                                               | Adrienne                                              |
| Mère Geisha                                           | Miyako                                                | John P.Grier                                          | Whisk Broom II                                        |
| Mère Geisha                                           | Miyako                                                | John P.Grier                                          | Wonder                                                |
| Mère Geisha                                           | Miyako                                                | La Chica                                              | Sweep                                                 |
| Mère Geisha                                           | Miyako                                                | La Chica                                              | La Grisette (famille 5-f)                             |